# Ваттаро
Ваттаро (італ. Vattaro) — колишній муніципалітет в Італії, у регіоні Трентіно-Альто-Адідже,  провінція Тренто. У 2016 році муніципалітет було об'єднано разом з муніципалітетами Чента-Сан-Ніколо, Бозентіно та Віголо-Ваттаро в єдиний муніципалітет Альтоп'яно-делла-Віголана.
Ваттаро розташоване на відстані близько 470 км на північ від Рима, 11 км на південний схід від Тренто.
Населення — 1203 особи (2014).
Щорічний фестиваль відбувається 11 листопада. Покровитель — святий Мартин.

## Демографія
Населення за роками:

Станом на 31 грудня 2010 року в муніципалітеті офіційно проживав 51 іноземець з 17 країн, серед них 17 громадян країн Євросоюзу та 10 громадян України.

## Сусідні муніципалітети
- Бозентіно
- Кальчераніка-аль-Лаго
- Чента-Сан-Ніколо